# Euriphene felicia
Euriphene felicia är en fjärilsart som beskrevs av Butler 1871. Euriphene felicia ingår i släktet Euriphene och familjen praktfjärilar. Inga underarter finns listade i Catalogue of Life.